# Rainer Langfeldt
Rainer Langfeldt (* 1950 in Waldshut) ist ein deutscher Maler.

## Leben
Mit vier Jahren kam Rainer Langfeldt von Waldshut nach Stuttgart. Dort studierte er von 1969 bis 1971 an der Staatlichen Akademie der Bildenden Künste. Im Anschluss daran zog Langfeldt nach Berlin um, wo er sein Studium an der Hochschule der Bildenden Künste beendete. Dort war er 1976 der Meisterschüler von Martin Engelmann.
Im Jahr 1982 bekam er ein dreimonatiges Stipendium in der Villa Massimo in Olevano und 1982/83 das Karl-Hofer-Stipendium in Berlin. Im Jahr 1986 erhielt er die zweithöchste Auszeichnung des Berliner Kunstpreises „Die 5 Sinne“.
Heute lebt Rainer Langfeldt als freischaffender Künstler in Berlin und zeitweise auf seinem Landsitz am Bodensee.

## Einzelausstellungen
- 1979: Galerie Phoenix, Stuttgart, Jochen Fey Stuttgart,

```
 Eröffnung: Fred Brace, Wolfgang Dauner et al.
 Gestaltung, Aufbau: Wolfgang Spaeth GRAFIC DESIGN, Plakat, Flyer
```

- 1981:
  - Städtische Galerie Fauler Pelz, Überlingen
  - Max-Planck-Institut, Berlin
  - Galerie „in der Zeche“, Bochum
- 1983:
  - Freundeskreis der HdK Berlin e.V., Berlin
  - Off-Galerie, Berlin
- 1984:
  - Dibbert-Galerie, Berlin
  - Kunstverein Singen Hohentwiel, Singen
- 1986:
  - Off-Galerie, Berlin
  - Silverdog, Berlin
- 1987:
  - Grundkreditbank, Berlin
  - Galerie Süssmann, Berlin
  - Deplana Kunsthalle, Berlin
- 1989:
  - Galerie Onnasch, Berlin
  - Galerie Mezano Deplana, Berlin
  - Galerie „Unterm Arm“, Berlin
- 1990:
  - Deplana, Berlin
  - Silverdog, Berlin
- 1991: Galerie „Unterm Arm“, Berlin
- 1992: Kunstverein Engen
- 1994:
  - Silverdog, Berlin
  - Sammlung Schäfer, Berlin
- 1995:
  - Forum neuer Kunst, Berlin-Mitte
  - Silverdog, Berlin
- 1998: Kanthaus fine Art, Berlin
- 1999: KANTHAUS 143, Berlin
- 2000:
  - gallery „Sonnenschein“, New York
  - KANTHAUS143, Berlin
- 2001:
  - Kunstmuseum, Konstanz
  - KANTHAUS143, Berlin
- 2002:
  - KANTHAUS143, Berlin
  - Fine Art KANT23, Berlin
- 2003:
  - KANT141, Berlin
  - Kunstmesse, Madrid
- 2004:
  - Kunstmesse, Basel
  - KANT28, Berlin
- 2005: Artgalerie, Timmendorf
- 2006: KANT28, Berlin
- 2007: Ausstellungsprojekt in Tokio
- 2009: Takinu, Stuttgart

## Ausstellungsbeteiligungen
- 1976: Arbeitsbereiche der Hochschule der Künste Berlin
- 1980–1987: Teilnahme an den „Hilzinger Kunstausstellungen“
- 1982: Haus der Kunst, Hamburg
- 1982–1985:
  - Jährliche Ausstellung Internationaler Bodenseeklub, Überlingen
  - Ausstellung in Feldkirch / A
  - Ausstellung in Amriswihl / CH
  - Sezzion Oberschwaben-Bodensee
- 1983:
  - Haus am Lützowplatz, Berlin
  - Karl-Hofer-Gesellschaft, Berlin
- 1985:
  - Kunstverein Hannover
  - Kunstverein Esslingen
  - Interart Salzburg, Galerie Mania Bahlsen
  - Karl-Hofer-Gesellschaft, Berlin / Bonn
  - Ausstellung Kunstverein Konstanz in Mailand
- 1986:
  - Junge Kunst aus Baden-Württemberg, Kunstverein Singen
  - „Verbrechen und Opfer“, Ausstellung zum Kunstpreis des Bundesministers der Justiz
- 1987: „KN-Neu“, Kunstverein Konstanz
- 1989: Galerie Mezano Deplana, Berlin
- 1990: Kunstverein Singen
- 1991: Mitarbeit „Aktion Kunstmappe“, 21 Künstler aus Baden-Württemberg
- 1992: Galerie „Unterm Arm“, Babelsberg
- 1994: Forum neuer Kunst, Berlin-Mitte
- 1997: Sezession Oberschwaben-Bodensee - Meersburg, Ochsenhausen, Ravensburg

## Leihgaben
- Bundeskanzleramt Berlin
- Ministerien der Bundesrepublik Deutschland

## Öffentliche Sammlungen
- Berliner Senat
- Berlinische Galerie
- Ministerium für Wissenschaft und Kunst Baden-Württemberg
- Grafische Sammlung der Staatsgalerie Stuttgart
- Regierungspräsidium Freiburg
- Staatliches Museum Singen
- Neuer Berliner Kunstverein[2]